# Спинозаври
Спинозаврите (Spinosaurus) са род динозаври от семейство Spinosauridae.
Той е най-големият познат хищник на сушата и един от най-грандиозно изглеждащите динозаври на всички времена. Той е бил огромен месояден динозавър, който вероятно е бил много успешен хищник заради специалните адаптации на неговото тяло. Най-забележителната част на спинозавъра било „платното“ му. Това платно било направено от кости, които били оформени като шипове, „излизащи“ от гърба му, съединени с кожа.

## Описание
Спинозавърът е бил четирикрак хищник от разред гущеро-тазови. Живял е през късната креда, преди около 70 милиона години, в Африка. Дължината му е била от 12 до 18 м и с теглото си от 7 до 21 тона, спинозавърът е бил по-голям от тиранозавър рекс. През 2005 г. черепът и челюстта на спинозавъра били показани и се установило, че той има един от най-големите черепи на хищни динозаври. Черепът на спинозавъра е дълъг около 1,75 m, а този на тиранозавъра е 1,5 m.

## Хранене
Заради специфичната форма на главата се спори какво е ядял големият динозавър – риба или други динозаври. Черепът му е сходен с този на крокодила и с този на барионикс – две животни, които ядат риба, но след измервания е установено, че спинозавърът има много слаба захапка.